# إينايكس (إسبانيا)
بلدية إينايكس (بالإسبانية: Enix)‏, هي بلدية تقع في مقاطعة المرية. جنوب شرق إسبانيا. يبلغ عدد سكانها 322 نسمة.

## وصلات خارجية
- (بالإسبانية)